# Symplecta (Psiloconopa) gobiensis
Symplecta (Psiloconopa) gobiensis is een tweevleugelige uit de familie steltmuggen (Limoniidae). De soort komt voor in het Palearctisch gebied.